# Ходжинешть
Ходжинешть (рум. Hoginești) — село у Калараському районі Молдови. Утворює окрему комуну.

## Населення
За даними перепису населення 2004 року у селі проживали 1830 осіб.
Національний склад населення села:
| Національність   | Кількість осіб | Відсоток   |
| ---------------- | -------------- | ---------- |
| молдавани румуни | 1810 4         | 98,9% 0,2% |
| українці         | 11             | 0,6%       |
| росіяни          | 5              | 0,3%       |
| Всього           | 1830           | 100%       |